# 業務車4号
業務車4号（ぎょうむしゃよんごう）は、陸上自衛隊などで装備されている車両の名称。いわゆるワンボックスカータイプの車両で、人員輸送車を使用するほどでもない規模の人員輸送や、イベント時に車いすの参加者を輸送する場合などに使用される。海上自衛隊、航空自衛隊でも使用されている。
車種はトヨタ・ハイエースコミューター。車体の形状はハイルーフ。
自衛隊内部での略称は「ギョーヨン」。

## 諸元
- 全長：5030mm
- 全幅：1690mm
- 全高：2200mm
- エンジン：直列4気筒
- 排気量：2800cc
- 乗車定員：15名

## 特徴
- 外見上トヨタ・ハイエース・スーパーロング・ハイルーフとほぼ同一である。外見上唯一の特徴は、フロントバンパーにオプション追加されたフォグランプ。
- ナンバープレートは、一般車が装着するものと同じものを装着する（2ナンバー）。自衛隊特有のナンバープレート（〇〇-〇〇〇〇の6桁）は装着しない。

## 登場作品

### 映画
『相棒 -劇場版III- 巨大密室! 特命係 絶海の孤島へ』
特殊作戦群の車両として登場。CH-47J(LR)とともに、杉下右京と甲斐享らを訓練という名目で鳳凰島から東京都内まで輸送する。なお、ナンバーは自衛隊仕様のものになっている。
『ゴジラ・モスラ・キングギドラ 大怪獣総攻撃』
防衛軍所属車両として登場。妙高山で発生したトンネル崩落事故の際に出動し、車内で事故の目撃者の事情聴取を行っている。また、ゴジラ攻撃のために横浜に展開した部隊にも含まれている。